# Museu Monte Palace
O Museu Monte Palace é um museu situado no Jardim Tropical Monte Palace, na freguesia do Monte, no Funchal, ilha da Madeira.

## As coleções
Este museu encontra-se dividido em três galerias, sendo duas contempladas com esculturas ("Paixão Africana") e outra que alberga uma coleção de minerais ("Segredos da Mãe Natureza") provenientes dos mais variados locais do Mundo.

### Paixão Africana
Na exposição "Paixão Africana" é exibido parte da coleção de esculturas em pedra do Zimbábue, uma forma de arte africana contemporânea, compreendida de 1966 a 1969. Da vasta coleção foram selecionadas mais de mil esculturas a serem exibidas no museu, sendo que estas estão distribuídas em dois pisos do museu, num a apresentação individualizada dos artistas e no outro a recriação do ambiente em que estas peças foram criadas e expostas originariamente.

### Segredos da Mãe Natureza
"Segredos da Mãe Natureza" é o título da exposição que apresenta parte de uma coleção de minerais provenientes na sua maioria do Brasil, Portugal, África do Sul, Zâmbia, Peru, Argentina e América do Norte. Estão patentes na exposição cerca de 700 amostras que estão dispostas em cavidades, a fim de simular o ambiente natural da sua formação, ou "suspensas", dando a ideia de um espaço planetário. De salientar uma galeria com exposição de gemas, com destaque especial para os diamantes.